# HD 44766
HD 44766，又名BD+29 1213，SAO 78333、HR 2297，是一颗恒星，视星等为6.71，位于銀經183.5，銀緯7.85，其B1900.0坐标为赤經6h 18m 29.4s，赤緯+29° 7.85′ 36″。